# 원새아강
원새아강(Protobranchia)은 이매패류 연체동물 아강의 하나이다. 현존하는 목으로 맵시조개목과 애호두조개목, 비단조개목을 포함하고 있다.

## 원새아강의 2010년 분류
2010년에 출판한 이매패류 분류에서, 비엘레(Bieler)와 카터(Carter) 그리고 코안(Coan)은 원새아강을 포함한 이매패류에 대한 새로운 분류법을 제안했다.
- 원새아강(Protobranchia)
  - 맵시조개목(Nuculanoida)
    - Bathyspinulidae
    - Lametilidae 또는 Phaseolidae
    - Malletidae
    - Neilonellidae
    - Nuculanidae
    - Siliculidae
    - Tindariidae
    - Yoledidae

  - 애호두조개목(Nuculida)
    - 애호두조개과(Nuculidae)
    - 조롱박조개과(Sareptidae)

  - 비단조개목(Solemyoida)
    - 개흙조개과(Nucinellidae)
    - 비단조개과(Solemyidae)